# Idiosincrasia
La idiosincrasia  es el conjunto de ideas, comportamientos, actitudes particulares o propios de un individuo, grupo o colectivo humano, generalmente para con otro individuo o grupo humano.
1. Comportamientos o formas de pensar y actuar que son características de una persona.
2. Lenguaje, comportamientos o actitudes que son particulares de cierto individuo o grupo.

Identifica las similitudes de comportamiento en las costumbres sociales, en el desempeño profesional y en los aspectos culturales. Las relaciones que se establecen entre los grupos humanos según su idiosincrasia son capaces de influir en el comportamiento individual de las personas, aun cuando no se esté convencido de la certeza de las ideas que se asimilan en masa.
Por extensión, este término es utilizado para identificar amplios grupos de personas englobándolos según posturas similares hacia la realidad que los amalgama y relaciona entre sí. También se utiliza para enfatizar las diferencias entre personas de diversos orígenes, costumbres y estamentos sociales.